# Prodentia
Prodentia – im Lateinischen Prodentia; altgriechisch Προδεντία – ist ein Ortsname, der in der Geographia des Claudius Ptolemaios als einer der im Westen der südlichen Germania magna und entlang der Donau liegenden Orte (πόλεις) mit 33° 45' Länge (ptolemäische Längengrade) und 48° 00' Breite angegeben wird. Prodentia liegt damit nach Ptolemaios an der Donau zwischen Bibakon und Setouakoton. Wegen des Alters der Quelle kann eine Existenz des Ortes um 150 nach Christus angenommen werden. Bislang gilt der antike Ort als nicht sicher lokalisiert.
Ein interdisziplinäres Forscherteam um Andreas Kleineberg, das die Angaben von Ptolemaios neu untersuchte, lokalisiert Prodentia anhand der transformierten antiken Koordinaten in der Gegend von Donauwörth in Schwaben in Bayern.
Donauwörth an der Mündung der Wörnitz in die Donau lag während der Antike als wichtiger Donauübergang im römischen Straßennetz am Endpunkt der Via Claudia Augusta. In den ersten beiden nachchristlichen Jahrhunderten war die Via Claudia Augusta die wichtigste Verbindung zwischen Norditalien und dem westlichen Voralpenraum, die die Verbindung ins Limesland herstellte und durch die Donaunord- bzw. Donausüdstraße die Verbindung zu den römischen Provinzen aufrechterhielt.